# モンテ・ドロ (フェリー)
モンテ・ドロ（Monte d'Oro）は、フランスの海運会社SNCMが建造し、現在はコルシカ・リネアが所有し運航しているフェリー。

## 船歴
船は1990年にル・アーヴルで建造された。1991年7月からSNCMのためにマルセイユとコルシカ島間で運航。SNCMの破産後、2016年にコルシカ・リネアに売却された。

## ギャラリー

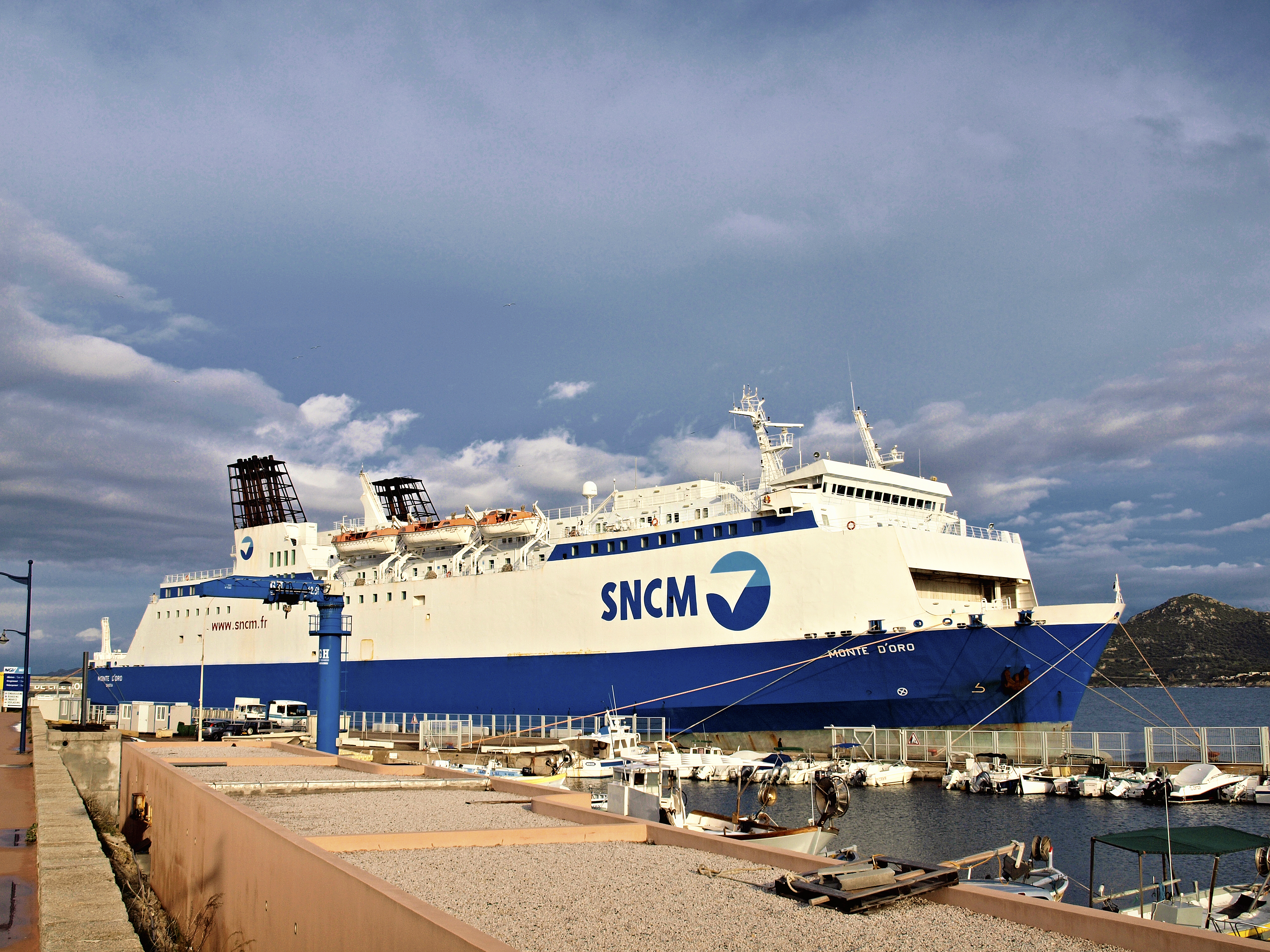
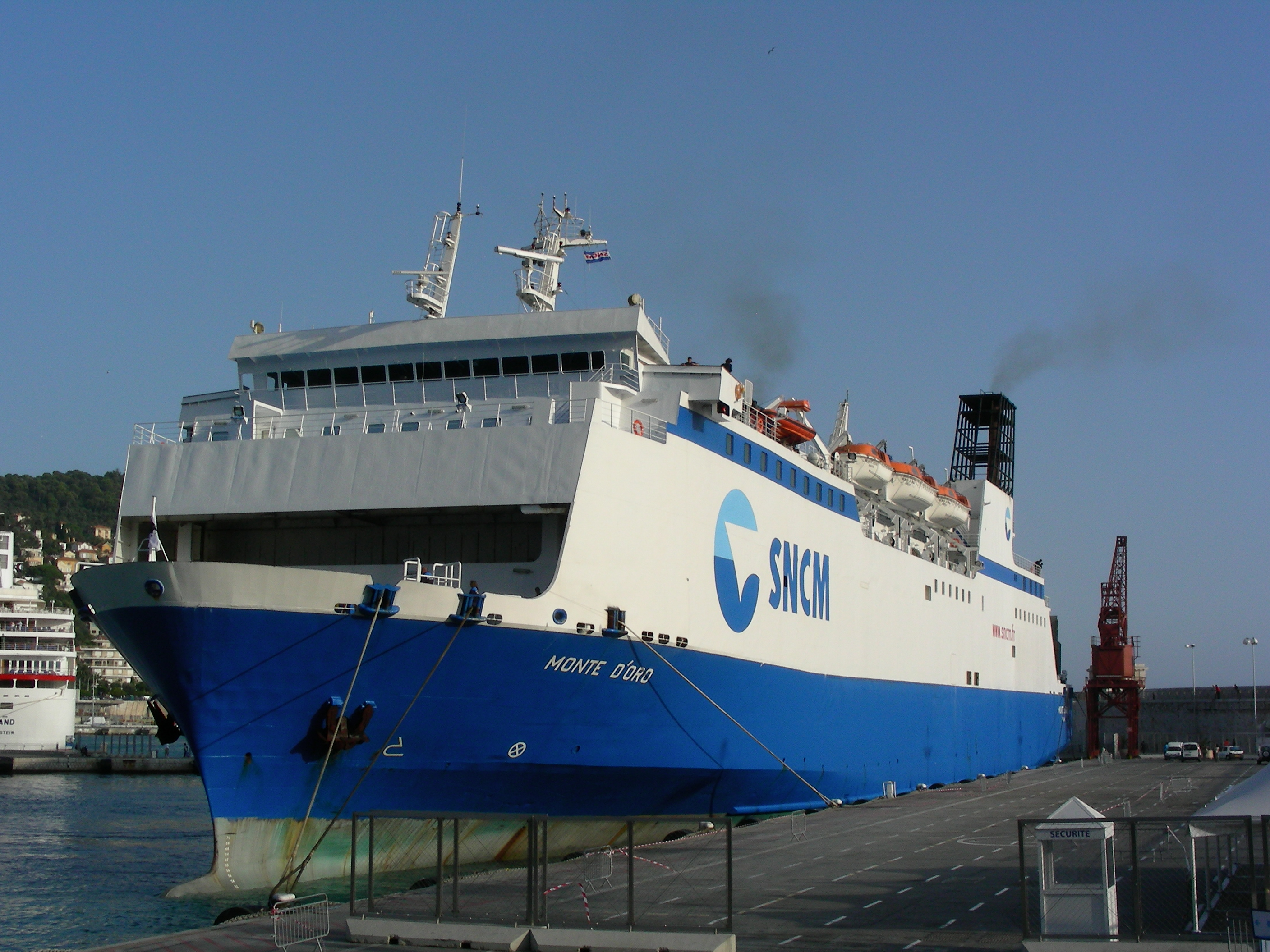
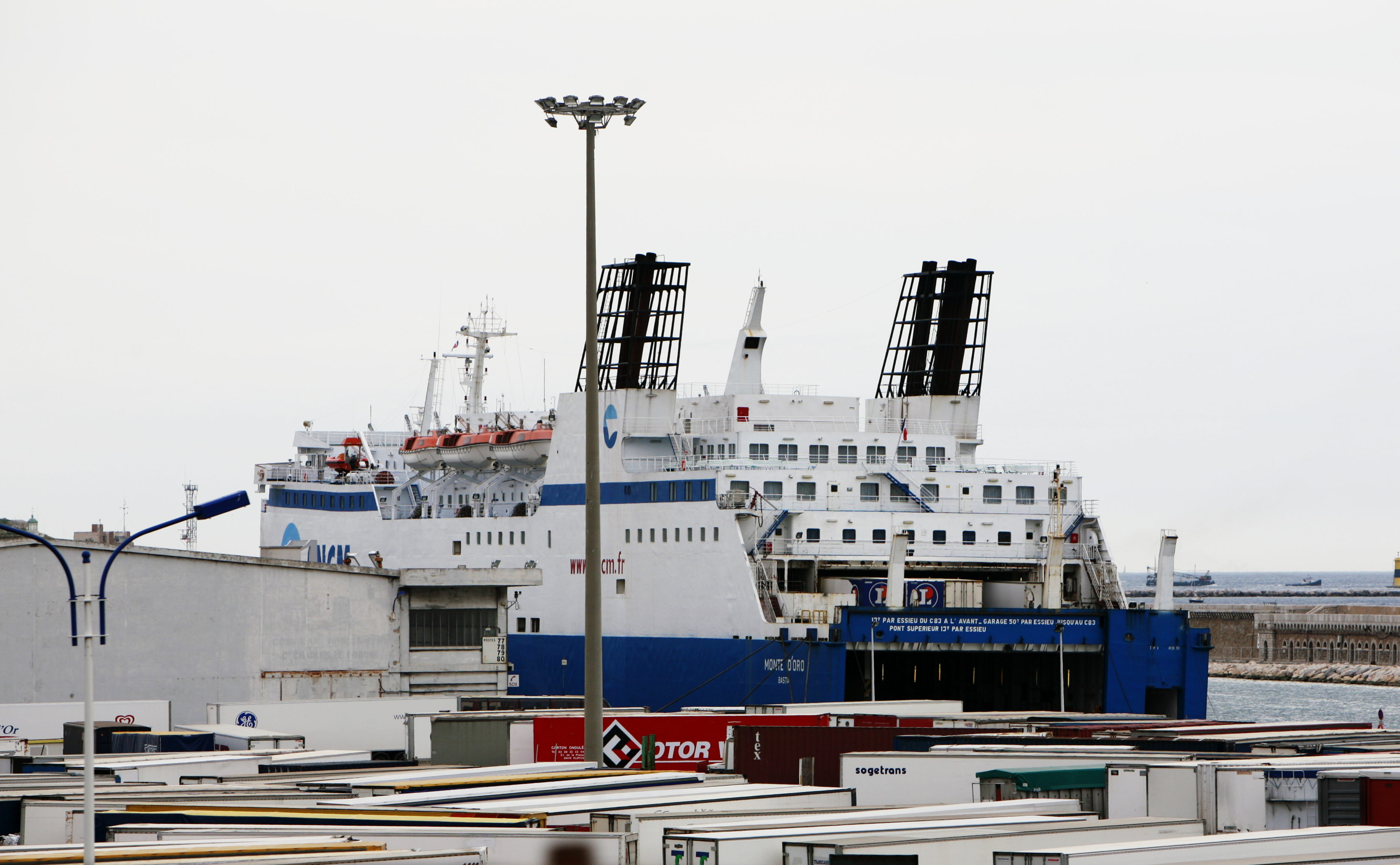
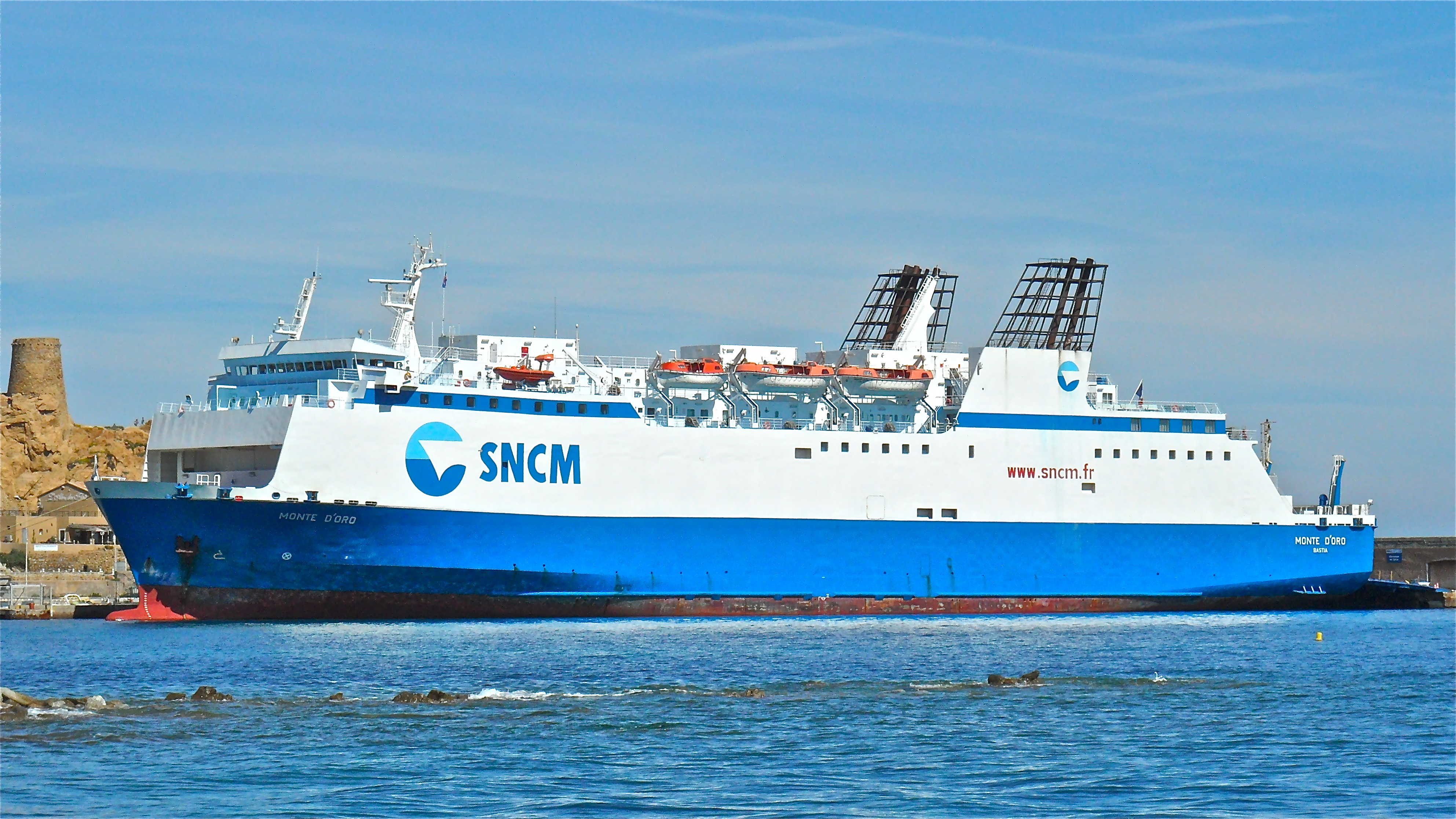
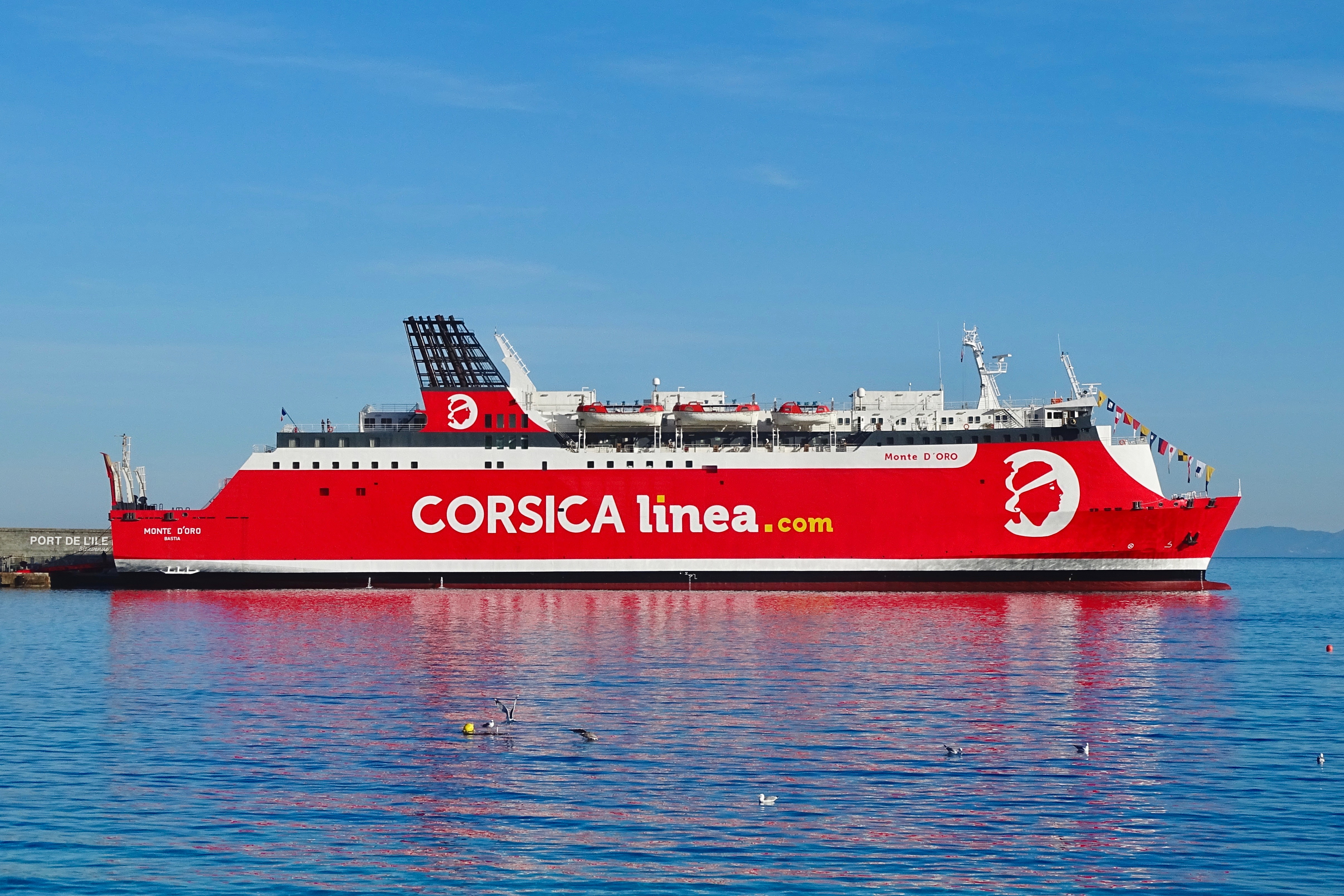

## 船内
6デッキ
- カフェバー
- スナックバー

5デッキ
- 室（4名×129室）
- レストラン

4デッキ
- 室（4名×74室）